# Манаково
Мана́ково (рос. Манаково, ерз. Манаково) — присілок у складі Великоігнатовського району Мордовії, Росія. Входить до складу КУчкаєвського сільського поселення.

## Населення
Населення — 38 осіб (2010; 54 у 2002).
Національний склад (станом на 2002 рік):
- росіяни — 96 %